# Museu da Palavra e da Imagem
O Museu da Palavra e da Imagem (MUPI) é um museu localizada na cidade de San Salvador, em El Salvador. É uma instituição sem fins lucrativos dedicada à preservação, resgate e investigação de elementos relacionados com a história e a cultura deste país . O trabalho da instituição é feito por meio de exposições de arte, livros e documentários. O museu também preserva a memória dos massacres praticados por regimes autoritários. Entre eles estão o de comunidades indígenas em 1932 e o de camponeses em 1981, na cidade de El Mozote.
O MUPI foi inaugurado em 23 de fevereiro de 1999 e tem como diretor Carlos Henriquez Consalvi.
O museu foi construído depois do Acordos de Paz de Chapultepec, um acordo assinado em El Salvador que colocou fim à guerra civil em 1992. No prédio há o chamado Monumento a las Victimas Civiles de Violaciones a los Derechos Humanos (em português Monumento para as Vítimas Civis das Violações dos Direitos Humanos) construído em tributo às vítimas de violação dos direitos humanos.